# Monilaria scutata
Monilaria scutata är en isörtsväxtart. Monilaria scutata ingår i släktet Monilaria och familjen isörtsväxter.

## Underarter
Arten delas in i följande underarter:
- M. s. obovata
- M. s. scutata